# 北兴街道
北兴街道是中国黑龙江省齐齐哈尔市富拉尔基区下辖的一个街道。